# Galactus
Galactus, il cui vero nome è Galan, è un personaggio dei fumetti creato da Stan Lee e Jack Kirby nel 1966, pubblicato dalla Marvel Comics. È noto come il Divoratore di Mondi o anche il Distruttore. La sua prima apparizione è nella storia L'arrivo di Galactus (The coming of Galactus!) in Fantastic Four (vol. 1) n. 48 del marzo 1966, dove compare dopo l'arrivo di Silver Surfer. Si è classificato quinto nella classifica dell'IGN dei più grandi cattivi nella storia dei fumetti.
Ciò che rende la sua presenza un pericolo è il fatto che per nutrirsi deve mangiare continuamente mondi ricchi di vita.
Nonostante questo, Galactus non è un supercattivo. Non prova nessun piacere o rimorso nel nutrirsi di pianeti, semplicemente è il suo ruolo nell'ecosistema cosmico.
Utilizzando la sua astronave, assorbe tutta l'energia vitale presente sulla superficie di essi, per poi convertirla in un determinato tipo che egli stesso possa assorbire. Tra i pianeti distrutti vi è anche quello degli Skrull, che in seguito all'evento si diedero alla guerra e alla conquista di nuovi mondi, specialmente la Terra.

## Biografia del personaggio

### Origini
Prima dell'universo Marvel ne esisteva un altro, e in questo universo esisteva un pianeta chiamato Taa. Taa era al culmine del suo splendore quando giunse la fine, sotto forma di onde di distruzione universale. Alcuni degli abitanti di quel pianeta, con una navicella, raggiunsero il punto dove scaturiva quell'energia, volendo morire assieme al loro Universo. Sopravvisse solo l'alieno Galan, che venne trasformato nel nuovo universo, noto come Galactus. Sebbene non lo sappia, fu Fenice a chiedere al suo avatar universale di fondersi con Galan per lasciare una testimonianza dell'esistenza del mondo di Taa nel nuovo cosmo.

### Il risveglio
Miliardi di anni dopo il Big Bang, il nuovo avatar di Galan vagò nello spazio assieme alla sua astronave, precipitando infine su un pianetino dove vi era uno dei primi Osservatori, Ecce. Sebbene fosse vulnerabile, Galactus venne risparmiato, poiché l'alieno doveva mantenere la sua promessa di non interferire con nessun essere vivente. Questo mentre l'entità si svegliò per la prima volta, ritornando nello spazio. Trasformando l'intera navicella in una camera incubatrice, decise di indossare un'armatura con cui regolare i suoi poteri cosmici e si rimise di nuovo in letargo per diversi secoli, fino a che raggiunse il pianeta Archeopia. Gli abitanti del pianeta non lo videro come una minaccia e non lo disturbarono anche dopo il suo risveglio.
Ottenendo la forma che esiste ancora oggi, Galactus cominciò a sentire i primi morsi della fame. Inizialmente preferì mangiare pianeti disabitati, ma col passare dei secoli, all'aumentare della forza aumentava anche il suo fabbisogno energetico, costringendolo a distruggere i primi pianeti civilizzati, tra questi Skrullus, pianeta natale degli Skrull.

### Zenn La e la nascita del Silver Surfer
(Galactus rivolto a Norrin Radd)
Quando Galactus attaccò il pianeta Zenn La, un umanoide di nome Norrin Radd offrì la sua vita in cambio della salvezza del pianeta. Venne portato al suo cospetto e trasformato nel primo araldo del Divoratore di Mondi (escludendo il ribelle Caduto). Venne chiamato da questi Silver Surfer, a causa dell'epidermide argentea che lo avrebbe reso invincibile ad ogni magia o colpo. Nonostante l'aggiunta successiva di araldi, come Terrax o Nova, il Surfer ha sempre detestato portare alla rovina mondi civilizzati e quando possibile cerca sempre pianeti disabitati per il suo signore. I suoi sentimenti verranno mostrati finalmente durante la prima visita della Terra, dove incontra i Fantastici Quattro. Inizialmente ostile, diventa alla fine un loro alleato e assieme all'aiuto di Uatu recupera il Nullificatore Assoluto, arma tanto potente da uccidere anche Galactus stesso. Riesce a risparmiare la Terra, ma come punizione è costretto a rimanervi in esilio.

### Annihilation
Durante Annihilation, utilizzando un colpo d'energia, ha distrutto tre sistemi solari ed un osservatore. Viene catturato da Annihilus, creatore dell'onda di annientamento, affiancato da Thanos, Aegis e il Tenebroso. Viene liberato da Silver Surfer e da altri suoi araldi e distrugge l'onda di annientamento.

### Silver Surfer:Requiem
Nella miniserie Requiem Silver Surfer è colpito da un male incurabile e torna su Zenn-La, il suo pianeta natale, per morire. Galactus lo raggiunge per rendergli l'estremo saluto, dimostrando che Norrin Radd è l'unica persona a cui abbia mai tenuto veramente. Dopo aver promesso a Silver Surfer di non cercare mai più di distruggere Zenn-La, Galactus crea una stella luminosissima in ricordo del suo araldo.

### Morte di Galactus
Galactus sentì cambiare la propria fame: ora doveva cibarsi di energia vitale. Consumato dalla sua fame e dalle energie vitali assorbite dalla sua nave, Galactus morì sul pianeta Shi'ar, dando origine ad una nuova stella. L'osservatore, tuttavia, ha affermato che la morte di Galactus presto porterà a enormi conseguenze nell'Universo, non necessariamente gradevoli, ma molto probabilmente egli entrerà nel corpo di qualcuno di cui assorbirà le conoscenze fino ad ucciderlo, continuerà così di corpo in corpo.

### Il seme di Galactus
Galactus ritorna più affamato che mai dopo il ferimento di Yggdrasill da parte di Thor. Manda il suo araldo nel trattare con gli asgardiani riguardo al seme dell'albero, abbastanza potente da poterlo nutrire per sempre, ma rifiutano subito, sapendo che in tal modo egli sarebbe divenuto immortale. Come se non bastasse lo attaccano, ritenendolo una minaccia per tutti i Nove Mondi. Quando gli asgardiani vengono respinti da dei demoni cosmici evocati dalle sue mani, Odino parte all'attacco e cerca di entrare nella sua psiche, cercando di affaticarlo mentalmente. Entrambi gli esseri divini si stancano velocemente dello sforzo mentale e il Padre di Tutti colpisce con la testa il suo avversario, facendolo precipitare sulla Terra. Stufo di venire stuzzicato, Galactus decide di farla finita e di prendere il seme una volta per tutte, ignorando anche le umili preghiere di un pastore di nome Mike, incuriosito dalla sua natura divina. Il tentativo viene però impedito da Loki che, rinato bambino, precipita all'interno dell'albero assieme al seme, rendendo impossibile ogni recupero. L'indomani, dopo una notte di riflessione, Galactus accetta una tregua con gli asgardiani e a malincuore trasforma il Silver Surfer in un essere umano, poiché questi vuole controllare il seme e allo stesso tempo rimanere sulla Terra. Per controbilanciare la perdita, trasforma il pastore Mike, sotto il suo consenso, in un nuovo araldo dalla pelle dorata chiamato Praeter.

### Nuovissimo Universo Marvel
Dopo gli eventi di Secret Wars, Galactus viene raggiunto nello spazio dagli Ultimates (Carol Danvers, Pantera Nera, Miss America, Blue Marvel e Spectrum), la squadra di eroi terrestri con il compito di trovare una soluzione alle questioni di portata cosmica prima che insorgano, i quali gli propongono di risolvere il problema della sua fame perenne: il procedimento riesce trasformando Galactus nell'esatto opposto di ciò che era, ovvero il portatore di vita nei mondi sterili da lui divorati in precedenza. Nella sua nuova veste Galactus si rende conto della nuova condizione in cui l'universo si trova, riuscendo a percepire Eternità (avatar rappresentante l'intero universo Marvel) in catene, imprigionato da una qualche misteriosa entità che punta a prendere il suo posto. Decide così di convocare nuovamente i responsabili della sua recente trasformazione, in modo che lo aiutino a risolvere il mistero e salvare così tutto ciò che esiste.

## Aspetto e personalità
Galactus è un essere da cui dipende l'equilibrio dell’universo intero. Concepito come una forza della natura cosciente, le sembianze apparenti di Galactus sono il risultato dell'interpretazione che il cervello degli umani dà a tale forza.
Generalmente gli esseri senzienti vedono l'entità come un umanoide corazzato e dal caratteristico elmetto a due lobi. Sotto l'elmetto si dice che vi sia pura energia, ma almeno una volta ha mostrato il suo vero volto, molto simile a quello di Galan.
Essendo un'entità cosmica che rappresenta l'equilibrio tra la vita e la morte non gli va attribuita alcuna etica: egli è oltre il bene e male, divora pianeti per pura esigenza di sopravvivere, sebbene conscio che ciò sia doloroso e distruttivo. Si è dimostrato capace di sentimenti solo nei confronti di personaggi come il suo araldo preferito, Silver Surfer.

## Poteri e abilità
Esseri dai poteri quasi divini come Tyrant, Silver Surfer e gli altri suoi araldi sono stati creati con una piccola parte della sua energia: ciò può dare un'idea del livello delle sue capacità.
Galactus è il detentore per eccellenza del Potere Cosmico, di cui dispone in quantità quasi infinite. Ciò lo rende approssimativamente onnipotente ed è praticamente invulnerabile. Può creare, distruggere e manipolare qualsiasi corpo celeste, creare materia ed energia dal nulla e manipolarla a piacimento, conferire poteri quasi divini a qualsiasi organismo, come fa coi suoi araldi.
Per le sue dimensioni che può modificare a piacimento (di solito spaziano dai 25-30 metri a più di un pianeta), dispone di forza e resistenza incalcolabili: ha resistito facilmente ai raggi di Thanos, ai colpi di Ego, di Odino, di Tyrant e anche a quelli dei suoi araldi come Silver Surfer.
I raggi che Galactus può sparare dai suoi occhi possono distruggere persino un intero pianeta. 
Ha sconfitto facilmente Thanos (in quel momento senza Guanto dell'infinito), Beta Ray Bill e Silver Surfer ed inoltre è riuscito a sbaragliare senza sforzo i Fantastici Quattro e Thor insieme.
Solitamente non serba rancore, quando ritiene che combattere sia inutile ai suoi scopi si ritira dallo scontro.
A meno che non sia consumato dalla fame e affrontato da avversari degni di lui, raramente ha perso una battaglia. Nelle occasioni in cui è sazio, solo le più potenti entità dell’universo, ossia Eternità, Morte, Infinità, Oblio, oltre logicamente ai cinque esseri di gran lunga superiori a tutto il resto quali il Tribunale vivente, l’Arcano, Fenice Bianca della Corona, Molecola e l’ineguagliabile Supremo, riescono a sovrastarlo.

## Elenco araldi
- Caduto (Deceduto);
- Silver Surfer (Destituito e richiamato due volte; attualmente incaricato per vegliare su un oggetto di interesse di Galactus);
- Air-Walker (Deceduto);
- Firelord (Destituito);
- Distruttore (Destituito);
- Terrax (Destituito);
- Nova II (Probabilmente deceduta);
- Morg (Deceduto);
- Quattrobraccia (Destituito);
- Red Shift (Deceduto);
- Torcia Umana (Destituito);
- Stardust (Destituito);
- Alpha Ray (Destituito);
- Praeter[4] (Attuale araldo);
- Thor[5] (Attuale araldo).

## Altre versioni

### Marvel Zombi
In Marvel Zombi è stato ucciso con un cannone a potere cosmico e mangiato dagli zombi, che ne hanno così acquisito i poteri.

### Ultimate
Nell'universo Ultimate è chiamato Gah Lak Tus ed è una coscienza collettiva costituita da milioni di corpi robotici dalla forma della testa del Galactus classico. Per distruggere la vita organica sui pianeti, che odia, si serve degli araldi argentati e di proiettili che spargono epidemie. È sensibile alla telepatia umana e il suo 20% viene distrutto da un cannone alimentato da un big bang. Questa versione è stata assimilata e poi trasformata nel nuovo Araldo dal Galactus originale dell'Universo Marvel nella miniserie "Cataclisma", giunto dell'Universo Ultimate dopo gli sconvolgimenti di "Age of Ultron". Gah Lak Tus viene trasportato in un universo morente da Rick Jones e qui apparentemente sconfitto da lui e dagli X-Men dell'Universo Ultimate.

### Amalgam
Galactus esiste anche nell'universo Amalgam, dove viene unito a Brainiac, nemico di Superman, formando Galactiac.

### Bullet Points
In questo What if...? Galactus arriva sulla Terra insieme a Silver Surfer per divorarla e si scontra con tutti gli eroi e con tutti i criminali, sconfiggendoli. Ma all'arrivo di Peter Parker (che in questo universo è Hulk), arrivato per proteggere Zia May, Galactus è costretto a mostrare il suo vero potere per ucciderlo. Silver Surfer si commuove per il suo sacrificio e decide di ribellarsi, cacciando via Galactus dal Pianeta.

### Vendicatori/JLA
Nel crossover con la DC Comics Vendicatori/JLA, Galactus viene evocato dall'alieno DC Krona per carpirne i segreti dietro la nascita dell'universo: dopo l'inevitabile scontro, Krona trasforma Galan in un'enorme fortezza, luogo dello scontro tra gli eroi dei due universi e l'alieno.

## Altri media

### Cinema
- Galactus è apparso nel film I Fantastici 4 e Silver Surfer (2007), e la sua presenza non viene mai mostrata esplicitamente, malgrado la sua minaccia sia fatta percepire come incombente, che ricorda molto lontanamente la rappresentazione che ne viene data nell'universo classico (viene rappresentato come una gigantesca nube dove è possibile scorgere solo una sagoma del caratteristico elmo che riflette anche la sua ombra sul saturno). Sul finale del film viene sconfitto da Silver Surfer, che si immolerà per distruggerlo.
- Il personaggio è apparso anche nel film d'animazione Lego Marvel Avengers: Mission Demolition (2024).
- Galactus è apparso ufficialmente come antagonista principale nel trentasettesimo film del Marvel Cinematic Universe I Fantastici Quattro - Gli inizi (2025),  dove è interpretato da Ralph Ineson.

### Televisione
- Nei cartoni animati il nome viene pronunciato "Gàlactus".
- In una puntata de Due fantagenitori dove Timmy Turner desidera che i propri genitori acquisiscano dei superpoteri, per respingerli si immedesima in una parodia di Galactus, chiamato Galactimus.
- Galactus è l'antagonista principale della serie animata Silver Surfer.
- Galactus è apparso nelle serie animate I Fantastici Quattro, I Fantastici Quattro, Super Hero Squad Show, Avengers - I più potenti eroi della Terra, Ultimate Spider-Man, Hulk e gli agenti S.M.A.S.H. e Avengers Assemble.

### Videogiochi
- Galactus è il penultimo boss nel videogioco Marvel: La Grande Alleanza.
- Galactus è apparso come il boss finale nei videogiochi crossover Marvel vs. Capcom 3: Fate of Two Worlds e Ultimate Marvel vs. Capcom 3.
- Galactus è un personaggio giocabile e boss finale in LEGO Marvel Super Heroes.
- Nel videogioco Marvel: Avengers Alliance Galactus era stato annunciato nell'aprile del 2013 come personaggio giocabile, di classe unica Divoratore di Pianeti; tuttavia, si rivelò essere un pesce d'aprile organizzato dagli sviluppatori del gioco.
- Galactus è apparso anche nel popolare videogioco battle royale Fortnite sotto forma di antagonista nella stagione 4 del secondo capitolo.
- Galactus è una carta utilizzabile nel videogioco Marvel Snap.